# Jano Ben Chaabane
Jano Ben Chaabane (* 1986 in Köln) ist ein deutscher Filmregisseur, Autor und Produzent.

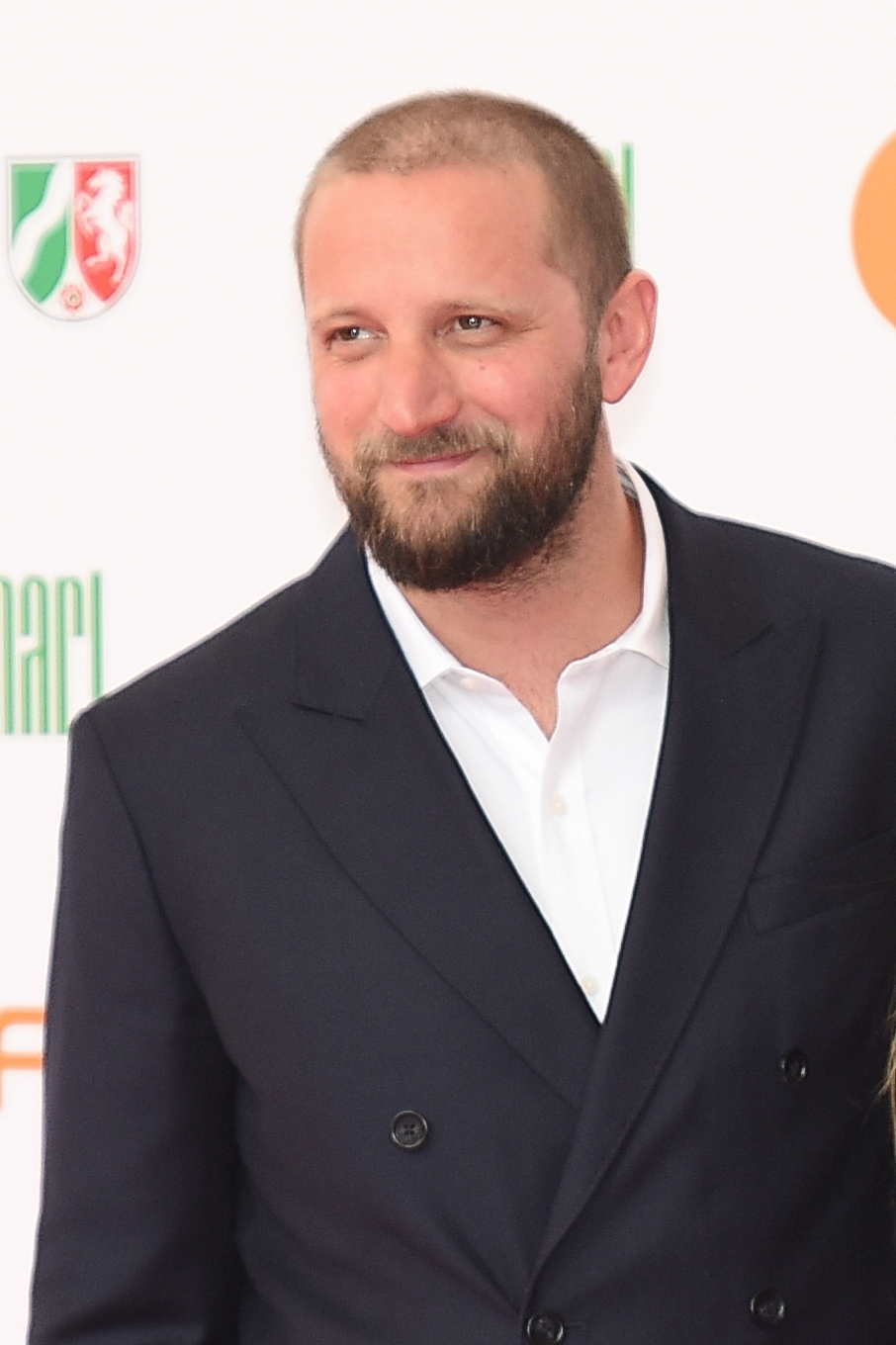
Jano Ben Chaabane bei der Verleihung des Grimme-Preises 2023

## Leben
Jano Ben Chaabane verbrachte seine Kindheit und Jugend in Köln und zog direkt nach dem Abitur 2006 nach Berlin. Da sein Vater aus Tunesien stammt, war er in seiner Jugend häufig dort. In Berlin absolvierte er ein Freiwilliges Soziales Jahr Kultur in der Berlinischen Galerie. Danach startete er damit, eigene Kurzfilme zu drehen und Erfahrungen an Filmsets und durch Praktika zu sammeln. Da er an keiner Filmhochschule angenommen wurde, begann er zur Anfangszeit von MTV Home ein Praktikum bei der damaligen Produktionsfirma von Joko und Klaas. Daraus wurde ein Volontariat und im Anschluss daran eine fast achtjährige Zusammenarbeit mit Joko Winterscheidt und Klaas Heufer-Umlauf als Autor und Regisseur für alle Formate des Duos (z. B. MTV Home, NeoParadise, Circus HalliGalli, Duell um die Welt, Mein bester Feind). Von 2013 bis 2015 arbeitete Jano Ben Chaabane vor allem mit Olli Schulz zusammen. Seine Show Schulz in the Box lag in seiner kreativen Verantwortung. Folge 7, Kathmandu, wurde 2016 für den Grimme-Preis nominiert.
2015 ist er bei Olli Schulz ausgestiegen und neue Wege gegangen. Zuerst kam die Entwicklung der Fernsehserie Eden zum Thema Flucht und Migration in Europa (nach einer Idee von ihm und Felix Randau) und dann die Gründung der eigenen Produktionsfirma „readymade films“ zusammen mit Laura Bull.
2016 folgte die erste Fernsehserie: Culpa – Niemand ist ohne Schuld als Headwriter und Regisseur.
2017 führte Jano Ben Chaabane Regie in der ersten Folge der Krimireihe Blind ermittelt im Auftrag von ARD und ORF: Blind ermittelt – Die toten Mädchen von Wien. In den nächsten Jahren kamen zwei weiteren Folgen, für die er auch das Drehbuch verfasste, hinzu (2019: Blind ermittelt – Blutsbande und 2020: Blind ermittelt – Endstation Zentralfriedhof).

## Filmografie (Auswahl)

### Regie
- 2009: Zweieinhalb (Kurzfilm)

- 2010: Zweisam (Kurzfilm)
- 2016: Studio Amani (Fernsehserie)
- 2017: Culpa – Niemand ist ohne Schuld (Fernsehserie, 4 Folgen)
- 2017: Ein Mann, eine Wahl (Fernsehserie, 3 Folgen)
- 2018: Blind ermittelt – Die toten Mädchen von Wien
- 2018–2019: Druck (Fernsehserie, 10 Folgen)
- 2019: Blind ermittelt – Blutsbande (Alternativtitel: Die verlorenen Seelen von Wien)
- 2021: Blind ermittelt – Endstation Zentralfriedhof (Alternativtitel: Lebendig begraben)
- 2020–2023: Mapa (Fernsehserie,  2 Staffeln, 12 Folgen)[7][8]
- 2022: Kleo (Fernsehserie, 4 Folgen)
- 2024: Tatort: Unter Feuer
- 2024: Kacken an der Havel (Fernsehserie)

### Drehbuch
- 2009: Zweieinhalb (Kurzfilm)
- 2010: Zweisam (Kurzfilm)
- 2017: Nebenjob gesucht?
- 2017: Culpa – Niemand ist ohne Schuld (Fernsehserie, 1 Folge)
- 2018–2019: Druck (Fernsehserie, 10 Folgen)
- 2019: Eden (Fernsehserie, 6 Folgen)
- 2019: Blind ermittelt – Blutsbande (Alternativtitel: Die verlorenen Seelen von Wien)
- 2020–2023: Mapa (Fernsehserie, 2 Staffeln, 12 Folgen)
- 2021: Blind ermittelt – Endstation Zentralfriedhof (Alternativtitel: Lebendig begraben)
- 2024: Kacken an der Havel (Fernsehserie)

### Produktion
- 2020–2023: Mapa (Fernsehserie,  2 Staffeln, 12 Folgen)

## Nominierungen und Auszeichnungen
- 2016: Grimme-Preis in der Kategorie Unterhaltung/Spezial (Nominierung) für Schulz in the Box, Folge 7
- 2020: Grimme-Preis-Spezial für das Konzept einer europäischen Erzählung in Eden[9]
- 2020: Deutscher Fernsehpreis in der Kategorie Beste Drama-Serie (Nominierung) für Mapa
- 2021: Grimme-Preis in der Kategorie Fiktion (Nominierung) für Mapa
- 2023: Deutscher Fernsehpreis in der Kategorie Beste Drama-Serie für Kleo
- 2023: Deutscher Fernsehpreis in der Kategorie Beste Regie Fiktion (Nominierung) für Kleo
- 2023: Grimme-Preis in der Kategorie Fiktion für Kleo